# Kozárd
Kozárd là một thị trấn thuộc hạt Nógrád, Hungary. Thị trấn này có diện tích 6,44 km², dân số năm 2010 là 159 người, mật độ 25 người/km².